# Comarca d'El Barco de Ávila - Piedrahíta
La Comarca d'El Barco de Ávila-Piedrahíta és la comarca més occidental de la província d'Àvila, Espanya. La seva part occidental és també coneguda com a Comarca de l'Antic Senyoriu de Valdecorneja. A causa de la gran elevació del terreny (més de 1.200 metres d'altitud mitjana), el seu clima es caracteritza per hiverns molt freds i estius curts i frescos, sobretot en les nits. Està delimitada al nord per les estribaciones més occidentals de la Serra d'Àvila, al sud per la Serra de Gredos; per La Serrota a l'est i per la Sierra de Béjar i el riu Tormes a l'oest.
La Serra de Villafranca la travessa en la seva part central d'est a oest fins als voltants del Barco de Ávila. Dos són els principals rius que reguen la comarca: el Corneja al nord i el Tormes al sud i a l'oest. Aproximadament un 10 per cent del territori, corresponent a l'extrem sud-oriental, aboca les aigües a l'Alberche. Està composta per diverses unitats fisiològiques entre les quals destaquen: 

## Vall delCorneja
Municipis més destacats:
- Collado del Mirón
- Hoyorredondo
- Malpartida de Corneja
- Mesegar de Corneja
- El Mirón
- Piedrahíta
- Villar de Corneja
- Villafranca de la Sierra

## Vall delTormes
Municipis més destacats:
- Aldeanueva de Santa Cruz
- La Aldehuela
- El Barco de Ávila
- Bohoyo
- El Losar del Barco
- Navalonguilla

## Valle de l'Alt Alberche
Municipios más destacados:
- Cepeda la Mora
- Garganta del Villar
- San Martín de la Vega del Alberche
- San Martín del Pimpollar

## Municipis que la componen
- Aldeanueva de Santa Cruz
- Arevalillo
- Avellaneda
- Becedas
- Becedillas
- Bohoyo
- Bonilla de la Sierra
- Casas del Puerto
- Cepeda la Mora
- Collado del Mirón
- El Barco de Ávila
- El Losar del Barco
- El Mirón
- Garganta del Villar
- Gilbuena
- Gil García
- Hoyorredondo
- Hoyos de Miguel Muñoz
- Hoyos del Collado
- Hoyos del Espino
- Junciana
- La Aldehuela
- La Carrera
- La Horcajada
- Los Llanos de Tormes
- Malpartida de Corneja
- Martínez
- Medinilla
- Mesegar de Corneja
- Narrillos del Álamo
- Nava del Barco
- Navacepedilla de Corneja
- Navadijos
- Navaescurial
- Navalonguilla
- Navalperal de Tormes
- Navarredonda de Gredos
- Navatejares
- Neila de San Miguel
- Pascualcobo
- Piedrahíta
- Puerto Castilla
- San Bartolomé de Béjar
- San Bartolomé de Corneja
- San Juan de Gredos
- San Lorenzo de Tormes
- San Martín de la Vega del Alberche
- San Martín del Pimpollar
- San Miguel de Corneja
- Santa María de los Caballeros
- Santa María del Berrocal
- Santiago de Tormes
- Santiago del Collado
- Solana de Ávila
- Tormellas
- Tórtoles
- Umbrías
- Vadillo de la Sierra
- Villafranca de la Sierra
- Villanueva del Campillo
- Villar de Corneja
- Zapardiel de la Cañada
- Zapardiel de la Ribera